# 毒殺魔の教室
『毒殺魔の教室』（どくさつまのきょうしつ）は、塔山郁による日本の推理小説。

## 概要
第7回『このミステリーがすごい!』大賞の優秀賞を受賞。中村啓の『霊眼』との優秀賞ダブル受賞となった。
2024年10月に新改定版が発売された

## ストーリー
30年前にとある小学校の6年6組で起きた毒殺事件の真相をある人物がインタビュー形式で追うミステリー。